# Albert Étévé
Albert Octave Étévé, né le 24 mai 1880 dans le 19e arrondissement de Paris, ville où il est mort le 18 avril 1976 dans le 9e arrondissement, est un ingénieur aéronautique français, inventeur de l'anémomètre éponyme.

## Carrière

### Belle Époque
Sorti de l’École polytechnique en 1902, il devient officier du Génie. Il est d’abord affecté dans l’aérostation en 1906, et obtient son brevet de pilote de ballon libre en 1907, puis de pilote de dirigeable en février 1910. En 1908, il est promu capitaine pour faits de guerre au Maroc et affecté au laboratoire de Chalais-Meudon. Il obtient son brevet de pilote aviateur (no 89) en juin 1910 sur le premier biplan Wright livré à l’armée. Il participe en 1910 à la Grande Semaine d'aviation de la Champagne. Il invente alors un stabilisateur automatique adapté à ce biplan, puis, en 1911, il crée un indicateur de vitesse à palette, l’anémomètre Étévé, qu’il expérimente sur un biplan Maurice Farman, et qui deviendra réglementaire à bord des aéroplanes militaires avant l’apparition de l’anémomètre de Raoul Badin. Le 11 avril 1911, il commande les premiers appareils militaires posés à Chartres. En septembre 1912, le capitaine Albert Étévé est promu chef du centre aéronautique de Saint-Cyr-l'École : l'aviation et l'aérostation sont regroupées sous ses ordres. Le terrain en bordure de la « route aux cochons » (l'actuelle rue du Docteur-Vaillant) est retenu, ainsi que la caserne Charles Renard, destinée à recevoir les pilotes.

### Première Guerre mondiale
Par la suite, il est chargé entre 1914 et 1918 du contrôle des travaux des constructeurs au Service des fabrications de l’aviation (avions de série et prototypes) et entre 1916 et 1918 à la Section technique de l'aéronautique (avions nouveaux). Il conçoit en 1915 sur un avion Farman le premier système de tourelle de mitrailleuse (« système Étévé »), qui sera utilisé par les Français comme par les Alliés pendant la Première Guerre mondiale. Il rédige La Victoire des cocardes pour raconter cette période du début de l’aviation. Le commandant Albert Caquot, son supérieur à la STAé, jugera le témoignage « impartial et objectif ».

### Entre-deux-guerres
Il est intégré dans le corps des ingénieurs de l'aéronautique à sa création en 1925.
Il devient inspecteur général de l’aéronautique en 1935, et dirige des enquêtes techniques. En 1936 et 1937, il effectue une mission sur l'armement aérien, et il est chargé d’organiser la défense des bases aériennes en 1939.

## Distinctions
- Commandeur de la Légion d'honneur par décret du 10 décembre 1936[5]
  -  Officier de la Légion d'honneur par décret du 11 juillet 1922
  -  Chevalier de la Légion d'honneur par décret du 14 octobre 1911
- Chevalier de l'ordre des Palmes académiques
- Médaille commémorative du Maroc

## Œuvres
- Albert Étévé, Avant les cocardes : Les débuts de l'aéronautique militaire, Robert Laffont, 1961.
- Albert Étévé, La Victoire des cocardes : L'aviation française avant et pendant la Première Guerre mondiale, Robert Laffont, 1970, 322 p. (ISBN 978-2-2210-2236-8).

## L'anémomètre Étévé

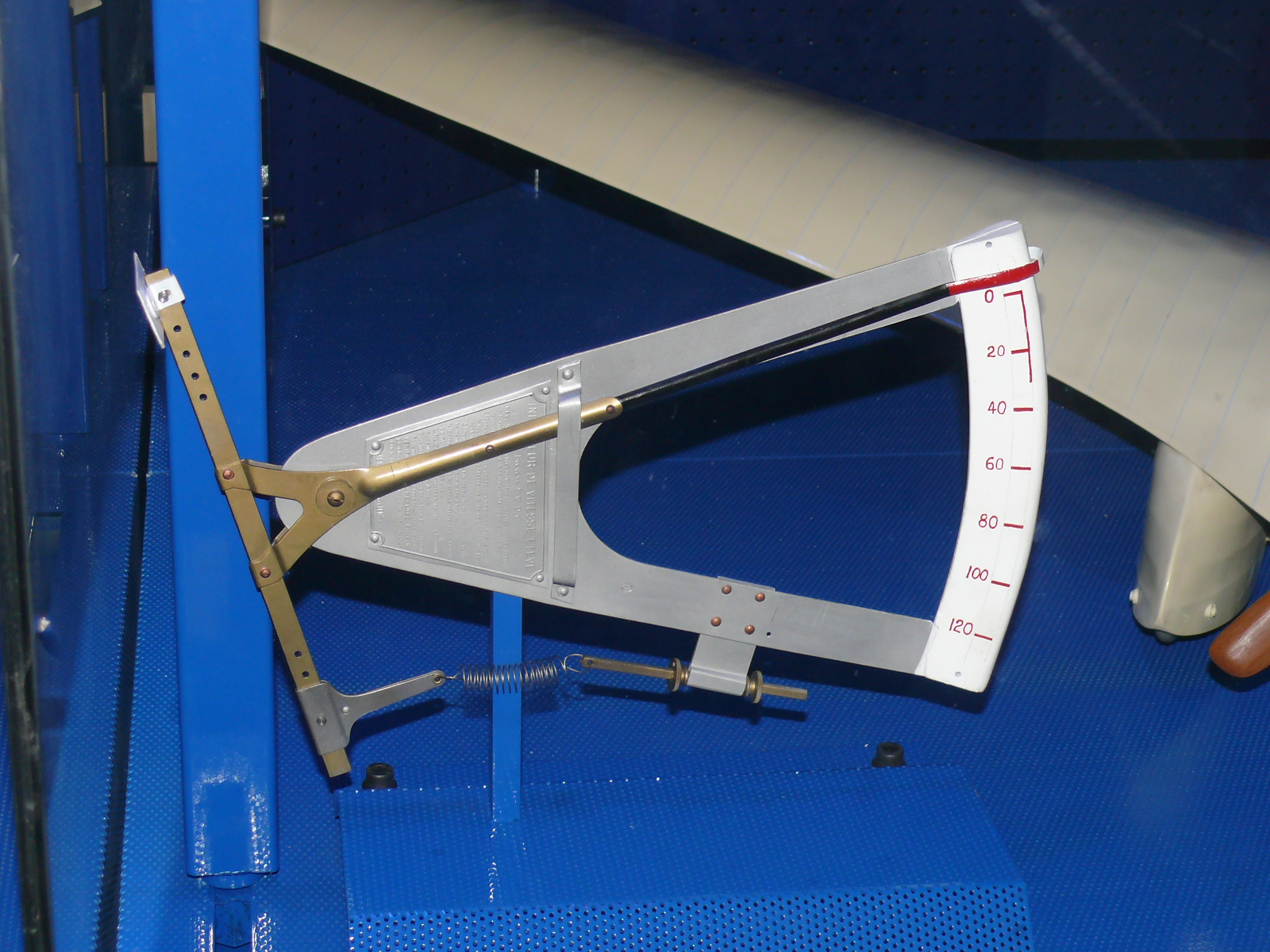
Anémomètre Étévé
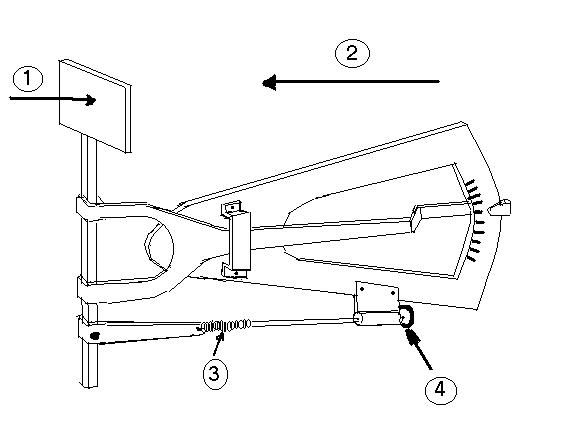
Principe : (1) Palette basculant sous l'effet du vent relatif. (2) Sens du vol. (3) Ressort. (4) Bouton de réglage du zéro.

## Pour approfondir